# Acacia neurocarpa
Acacia neurocarpa är en ärtväxtart som beskrevs av William Jackson Hooker. Acacia neurocarpa ingår i släktet akacior, och familjen ärtväxter. Utöver nominatformen finns också underarten A. n. glabrata.